# Rãnh đại dương

Vỏ đại dương được hình thành ở sống núi đại dương, trong khi thạch quyển bị hút chìm vào quyển mềm tại các rãnh đại dương.

Rãnh đại dương hay máng nước sâu là một dạng địa hình lõm kéo dài và hẹp với kích thước cỡ nửa bán cầu nằm trên đáy đại dương. Chúng cũng là các phần sâu nhất của đáy đại dương.
Các rãnh xác định một ranh giới tự nhiên quan trọng nhất trên bề mặt rắn của Trái Đất là giữa hai mảng thạch quyển. Có ba kiểu ranh giới mảng thạch quyển là: ranh giới phân kỳ (nơi thạch quyển và vỏ đại dương được tạo ra tại sống núi giữa đại dương), ranh giới hội tụ (nơi mà nột mảng thạch quyển chìm bên dưới một mảng khác và chìm vào trong manti), và ranh giới chuyển dạng (nơi mà các mảng thạch quyển trượt thụt lùi tương đối nhau trên cùng mặt phẳng nằm ngang).
Rãnh đại dương là một yếu tố địa hình đặc biệt đáng chú ý của ranh giới mảng. Các mảng chuyển động cùng nhau dọc theo các ranh giới mảng hội tụ với tốc độ hội tụ thay đổi trong khoảng từ vài mm đến 10 cm hoặc lớn hơn mỗi năm. Một rãnh đánh dấu vị trí mà ở đó hút chìm phiến bị uốn cong bắt đầu giảm dần vào bên dưới một phiến thạch quyển khác. Các rãnh thường song song với cung đảo núi lửa và cách cung núi lửa khoảng 200 km. Các rãnh đại dương thường rộng từ 3 đến 4 km (1,9 đến 2,5 dặm) bên dưới độ cao xung quanh thềm đại dương. Nơi sâu nhất trong đại dương được biết đến là Challenger Deep của rãnh Mariana với độ sâu 10.911 m (35.798 ft) bên dưới mực nước biển. Thạch quyển đại dương biến mất vào trong rãnh với tốc độ toàn cầu khoảng 10 m² trong một giây.

## Một số rãnh sâu nhất đã được biết
|    | Tên                  | Khu vực         | Sâu (mét) | Sâu (foot) | Sâu (dặm Anh) |
| -- | -------------------- | --------------- | --------- | ---------- | ------------- |
| 1  | Rãnh Mariana         | Thái Bình Dương | 10.911    | 35.798     | 6,78          |
| 2  | Rãnh Tonga           | Thái Bình Dương | 10.882    | 35.702     | 6,76          |
| 3  | Rãnh Philippine      | Thái Bình Dương | 10.540    | 34.580     | 6,54          |
| 4  | Rãnh Kuril-Kamchatka | Thái Bình Dương | 10.500    | 34.449     | 6,52          |
| 5  | Rãnh Kermadec        | Thái Bình Dương | 10.047    | 32.963     | 6,24          |
| 6  | Rãnh Nhật Bản        | Thái Bình Dương | 9.000     | 29.527     | 5,59          |
| 7  | Rãnh Puerto Rico     | Đại Tây Dương   | 8.605     | 28.232     | 5,35          |
| 8  | Rãnh Yap             | Thái Bình Dương | 8.527     | 27.976     | 5,30          |
| 9  | Rãnh South Sandwich  | Đại Tây Dương   | 8.428     | 27.651     | 5,24          |
| 10 | Rãnh Peru-Chile      | Thái Bình Dương | 8.065     | 26.456     | 5,01          |
| 11 | Rãnh Diamantina      | Ấn Độ Dương     | 8.047     | 26.401     | 5,00          |
| 12 | Rãnh Romanche        | Đại Tây Dương   | 7.760     | 25.460     | 4,82          |
| 13 | Cayman Trough        | Biển Caribe     | 7.686     | 25.238     | 4,78          |
| 14 | Rãnh Aleutian        | Thái Bình Dương | 7.679     | 25.194     | 4,77          |
| 15 | Rãnh Java            | Ấn Độ Dương     | 7.455     | 24.460     | 4,63          |
| 16 | Eurasian Basin       | Bắc Băng Dương  | 5.450     | 17.881     | 3,39          |